# برایان بابین
برایان فیلیپ بابین (انگلیسی: Brian Babin، ‎/ˈbæbɪn/‎ BAB-in؛ زادهٔ ۲۳ مارس ۱۹۴۸) دندانپزشک آمریکایی، سیاستمدار و عضو حزب جمهوری‌خواه است که از سال ۲۰۱۵ به عنوان نماینده ایالات متحده از حوزه انتخابیه سی و ششم تگزاس  خدمت کرده است.
بابین در سال ۱۹۷۳ از دانشگاه لامار فارغ‌التحصیل شد و از سال ۱۹۷۵ تا ۱۹۷۹ به عنوان افسر در نیروی هوایی ایالات متحده خدمت کرد و با درجه کاپیتان از آنجا خارج شد. در حین خدمت، در سال ۱۹۷۵ مدرک لیسانس زیست‌شناسی را از دانشگاه لامار دریافت کرد و سپس در واحد دندانپزشکی دانشگاه تگزاس ثبت نام کرد و با DDS خود در سال ۱۹۷۶ فارغ‌التحصیل شد. برای پرداخت شهریه، او به عنوان سرایدار، تاجر دریانورد و پستچی کار می‌کرد و به همراه همسرش رکسانا که در دانشگاه با او آشنا شد، در رستوران‌های محلی موسیقی محلی و محلی خواند.